# Канцелар Војводства Ланкастер
Канцелар Војводства Ланкастер (енгл. Chancellor of the Duchy of Lancaster) је министар у Уједињеном Краљевству. Именује га монарх на предлог премијера.